# Campodorus boreator
Campodorus boreator är en stekelart som beskrevs av Dmitriy R. Kasparyan 2006. Campodorus boreator ingår i släktet Campodorus och familjen brokparasitsteklar. Inga underarter finns listade.